# Susann Kunkel
Susann Kunkel (* 15. September 1983) ist eine ehemalige deutsche Fußballspielerin.  Sie ist seit 2009 Fußballschiedsrichterin und pfeift für den SV Eichede.

## Werdegang
Kunkel wuchs in der Nähe von Berlin auf und begann mit 12 Jahren beim MSV Neuruppin Fußball zu spielen. Die Frauen des MSV spielten Anfang der 2000er Jahre in der Brandenburger Verbandsliga. Später spielte sie eine Saison bei der Frauenmannschaft von Union Berlin, wechselte dann zur Saison 2006/07 zum Regionalligaaufsteiger SV Lurup, da Kunkel zu der Zeit schon ein Studium zur Polizeikommissarin absolvierte. In der Folgesaison 2007/08 wechselte sie zum ambitionierten Zweitligaaufsteiger FFC Oldesloe 2000. Dort entwickelte sich Kunkel bereits nach den ersten Spielen zu einer Führungsspielerin. Allerdings zog sie sich Anfang September 2007 bei einem Freundschaftsspiel gegen eine Männermannschaft ihren ersten Kreuzbandriss zu und kam danach in der Zweitligasaison nicht mehr zum Einsatz. Zum Kader der Saison 2008/2009 gehörend verletzte sich Kunkel erneut im Training schwer und hörte anschließend mit dem Fußballspielen auf. Zeitweise betreute sie danach als Co-Trainerin eine Zeit lang die B-Juniorinnen des FFC, meldet sich aber wegen Schiedsrichtermangels auch zu einem Schiedsrichterlehrgang an. Von da ab ging ihr Aufstieg im Schiedsrichterwesen relativ schnell. Seit 2009 ist sie DFB-Schiedsrichterin, seit 2012 pfeift sie Spiele der 2. Frauen-Bundesliga, in der sie bisher 32 Partien geleitet hat. Zunächst pfiff sie dabei noch für den FFC Oldesloe, nach seiner Auflösung wechselte sie zum SV Eichede. 2015 wurde Kunkel als Schiedsrichterin für die 1. Frauen-Bundesliga nominiert, in der sie bisher 33 Partien leitete (Stand Saisonende 2018/19). Nachdem sie bereits 2016 beim DFB-Pokalfinale der Frauen an der Linie assistierte, durfte Kunkel 2019 das DFB-Pokalfinale zwischen den Mannschaften vom VfL Wolfsburg und des SC Freiburg leiten. 

Seit dem 1. Juli 2023 ist sie Vorsitzende des Schiedsrichterausschusses im Schleswig-Holsteinischen Fußballverband.